# أحمد الحسيني الإشكوري
أحمد الحسيني الإشكوري هو رجل دين شيعي معاصر عراقي الأصل ومقيمٌ الآن بمدينة قم الإيرانية. وقد عمل في مكتبة الإمام الحكيم العامة في النجف، ثم في مكتبة السيد المرعشي النجفي في قم، حتى أسس مركز إحياء التراث الإسلامي في قم برعاية المرجع علي السيستاني، وقد جمع فيه ألوف المخطوطات.

## مؤلفاته
له عدد من المُؤلفات وبعضها قد طُبع دون الإشارة إلى اسمه، ومنها:
| - تراجم الرجال. يقع هذا الكتاب في أربعة أجزاء. - مؤلفات الزيدية. يقع هذا الكتاب في ثلاثة أجزاء. - الإمام الحكيم. - الإمام الثائر. | - الإمام الشاهرودي. - إجازات الحديث. - تلامذة العلامة المجلسي. - مؤلفات الإمامية. موسوعة تقع في 23 جزء. |